# Мегакариоциты
Мегакариоциты — гигантские клетки костного мозга. Они имеют крупное ядро. От них отшнуровываются тромбоциты, представляющие собой фрагменты цитоплазмы мегакариоцитов, окруженные мембраной.
В целом мегакариоциты в 10–15 раз больше типичных эритроцитов и имеют в среднем 50–100 мкм в диаметре. Каждый мегакариоцит дает от 1000 до 3000 тромбоцитов.
Во время своего созревания мегакариоцит увеличивается в размерах и реплицирует свою ДНК без цитокинеза в процессе, называемом эндомитозом.
Отшнуровывание тромбоцитов от мегакариоцитов усиливается тромбопоэтином, глюкокортикоидами. Есть предположения что так же возможно увеличение мегакариопоэза при использовании ГМ-КСФ и эритропоэтина, в последнем случае это связано с тем что мегакариоциты имеют общую родоначальную клетку с эритроцитами мегакариоцитарно-эритроидный предшественник.
Мегакариоциты высокочувствительны к воздействию цитостатических препаратов, поэтому при химиотерапии злокачественных опухолей часто развивается тромбоцитопения. Однако мегакариоциты менее чувствительны к цитостатическим воздействиям, чем гранулоцитарный росток костного мозга, поэтому обычно при химиотерапии опухолей более серьёзную проблему представляет выраженная лейкопения, в особенности нейтропения.

## Формирование
Формирование клеток мегакариоцитарного ряда происходит поэтапно. В практической медицине выявления состояния мегакариоцитарного ростка имеет диагностическое значение, а также важно при терапии.
Первой дифференцируемой клеткой ряда является мегакариобласт. Подобно бластам прочих ростков, он имеет диаметр 12-20 мкм, большое ядро (индекс соотношения ядра к цитоплазме — от 5:1 и более), цитоплазма хорошо воспринимает базофильные красители. Функционально эта клетка уже способна к тромбоцитопоэзу, но фактически способна лишь на неэффективный тромбоцитопоэз. Дифференциальным признаком при сравнении с бластами других ростков выступают: большое, доминирующее над цитоплазмой ядро с неровной поверхностью; цитоплазма, имеющая вид узкого ободка; форма клетки — неровная, зачастую с «оборванными» контурами и «отшнуровывающимися» пластинками.
Следующая клетка мегакариоцитарного ряда — промегакариоцит. Величина клетки достигает 18-25 мкм, ядро её грубеет и испытывает тенденции к полиморфизму (вдавлениям, шнурованиям). Цитоплазма клетки остаётся чувствительной к базофильным красителям, сохраняя зернистость. Для дифференцировки от бласта используются признаки: более грубое ядро, имеющее полиморфизмы; большее количество отшнуровывающихся пластинок, свидетельствующее о функциональном созревании клетки; наличие перинуклеарного ободка цитоплазмы. Размер клетки не является решающим критерием, поскольку диапазоны размеров нормальных бластов и промегакариоцитотв перекрываются, а при патологии формируются клетки нестандартных размеров.
Последняя стадия формирования носит название собственно мегакариоцита. Однако, выделяется 3 под-стадии мегакариоцита, что связывается с функциональной зрелостью и имеет значение при диагностике и терапии патологий, ведущих к изменению состава костного мозга.
Мегакариоцит базофильный — неспособная к эффективному тромбоцитопоэзу клетка. Размер составляет 25-40 мкм, ядро занимает меньший объём и имеет большую степень неоднородности, отшнуровывание тромбоцитов остаётся на уровне промегакариоцита. Дифференциальными критериями при отличении от ранних форм выступают: необычная форма ядра, в практических руководствах и атласах сравниваемая с «лопастями» и «бабочками». Обнаружение ядра такой формы однозначно позволяет отнести клетку к зрелым цитам. Цитоплазма клетки на этой стадии уменьшает способность воспринимать базофильные красители, но не теряет её окончательно, вследствие чего при окрашивании приобретает светло-синий, реже — голубой цвет, с азурофильной зернистостью. Соотношение объёмов ядра к цитоплазме смещается в сторону последней, достигая отношений 2:1 или даже 1:1, что так же свидетельствует о принадлежности клетки к зрелым цитам. Размер клетки, не перекрывающийся с размерами предыдущих стадий, так же может служить дифференциальным признаком.
Мегакариоцит полихроматофильный — практически зрелая клетка, способная к эффективному тромбоцитопоэзу. Размер колеблется в пределах 40-50 мкм, ядро многоугольное (иногда свёрнутое в клубок) и с признаками пикноза. Цитоплазма приобретает сродство к эозинофильным красителям и практически утрачивает сродство к базофильным, отчего при крашении становится голубовато-розовой, редко с отливом синевы. В цитоплазме обнаруживаются неравномерно распределённые азурофильные гранулы, а также красные и фиолетовые вкрапления. Дифференциальным признаком от более ранних стадий выступает причудливая, необычная, закрученная форма ядра, а также его пикноз. Так же важно преобладание объёма цитоплазмы над объёмом ядра, достигающее отношений 1:2 в пользу цитоплазмы. Полноценные тромбоциты, красно-фиолетовая зернистость и большой размер клетки (вплоть до половины поля зрения при иммерсионной микроскопии на увеличении 1000) так же помогают отнести исследуемую клетку к полихроматофильным мегакариоцитам.
Мегакариоцит оксифильный — последняя стадия, являющаяся функционально зрелой клеткой. Диаметр клетки достигает 60-70 мкм, в ряде случаев занимая всё поле зрения при микроскопии препарата. Ядро приобретает сегментацию, становится резко-пикнотическим и ярко-фиолетовым. Цитоплазма теряет сродство к базофильным красителям и всегда имеет розовый или лиловый оттенок. Дифференцировать зрелый мегакариоцит — несложная задача даже для новичка вследствие гигантских размеров, смещения ядерно-цитоплазматического соотношения за предел 1:2, ярко выраженного пикноза ядра, розовой окраски цитоплазмы и многочисленных отшнуровывающихся тромбоцитов.